# Discolampa ethion
Discolampa ethion är en fjärilsart som beskrevs av John Obadiah Westwood 1851. Discolampa ethion ingår i släktet Discolampa och familjen juvelvingar. Inga underarter finns listade i Catalogue of Life.

## Bildgalleri

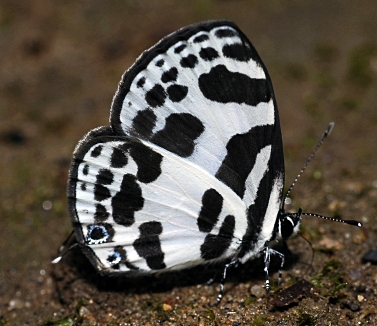
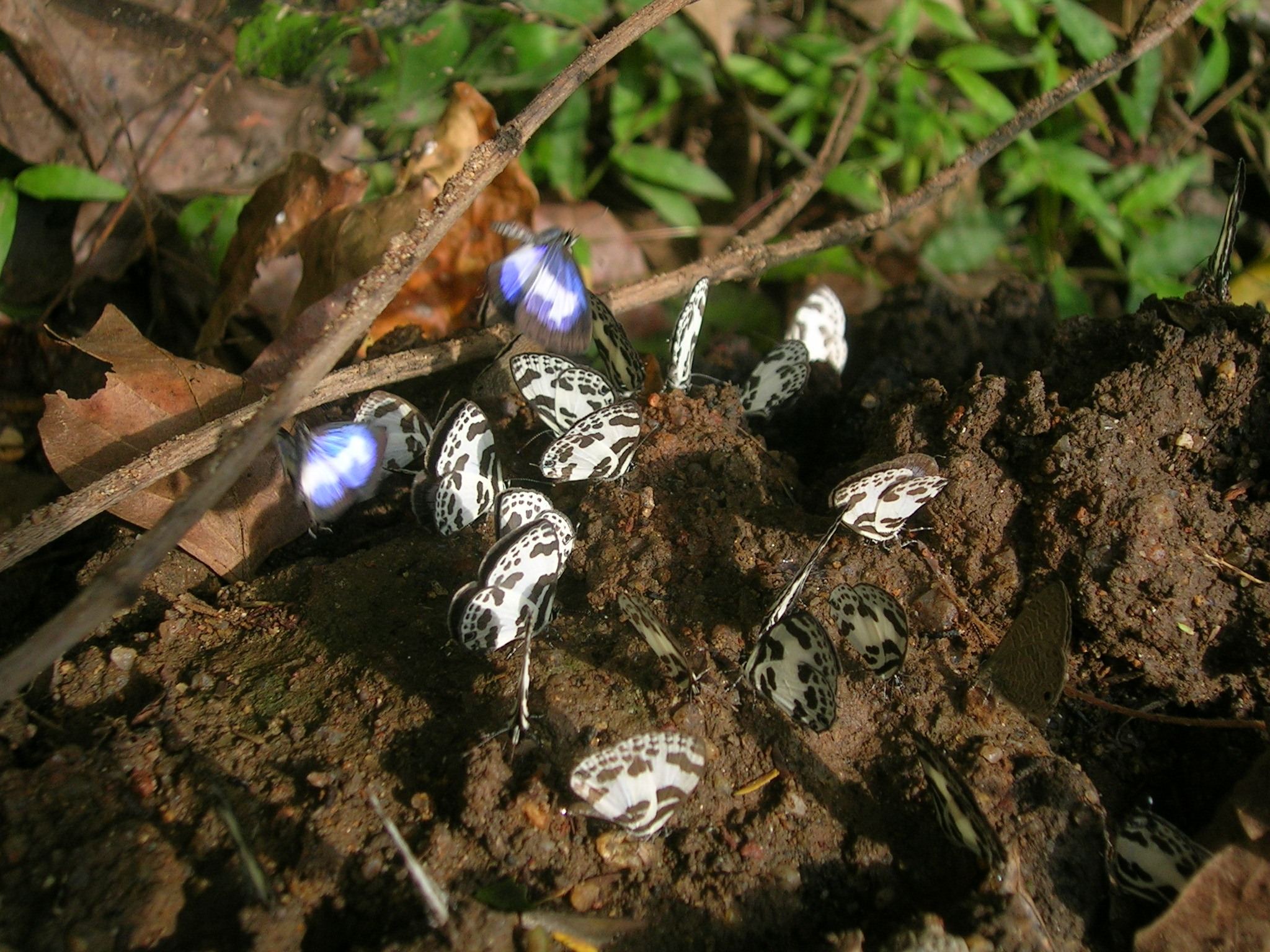
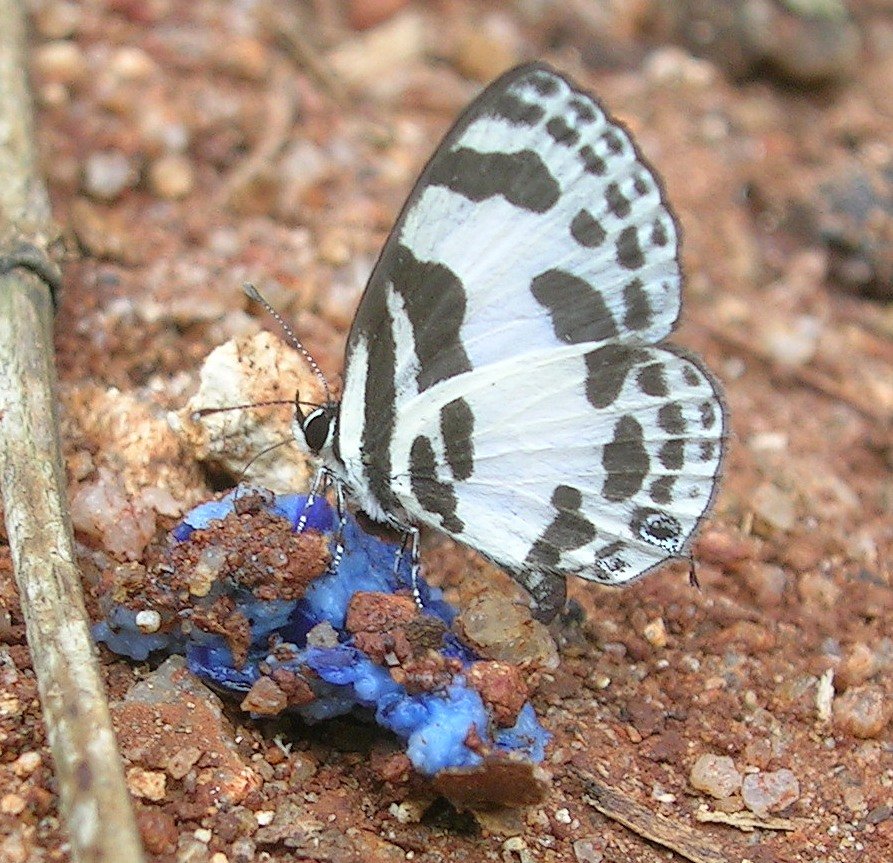
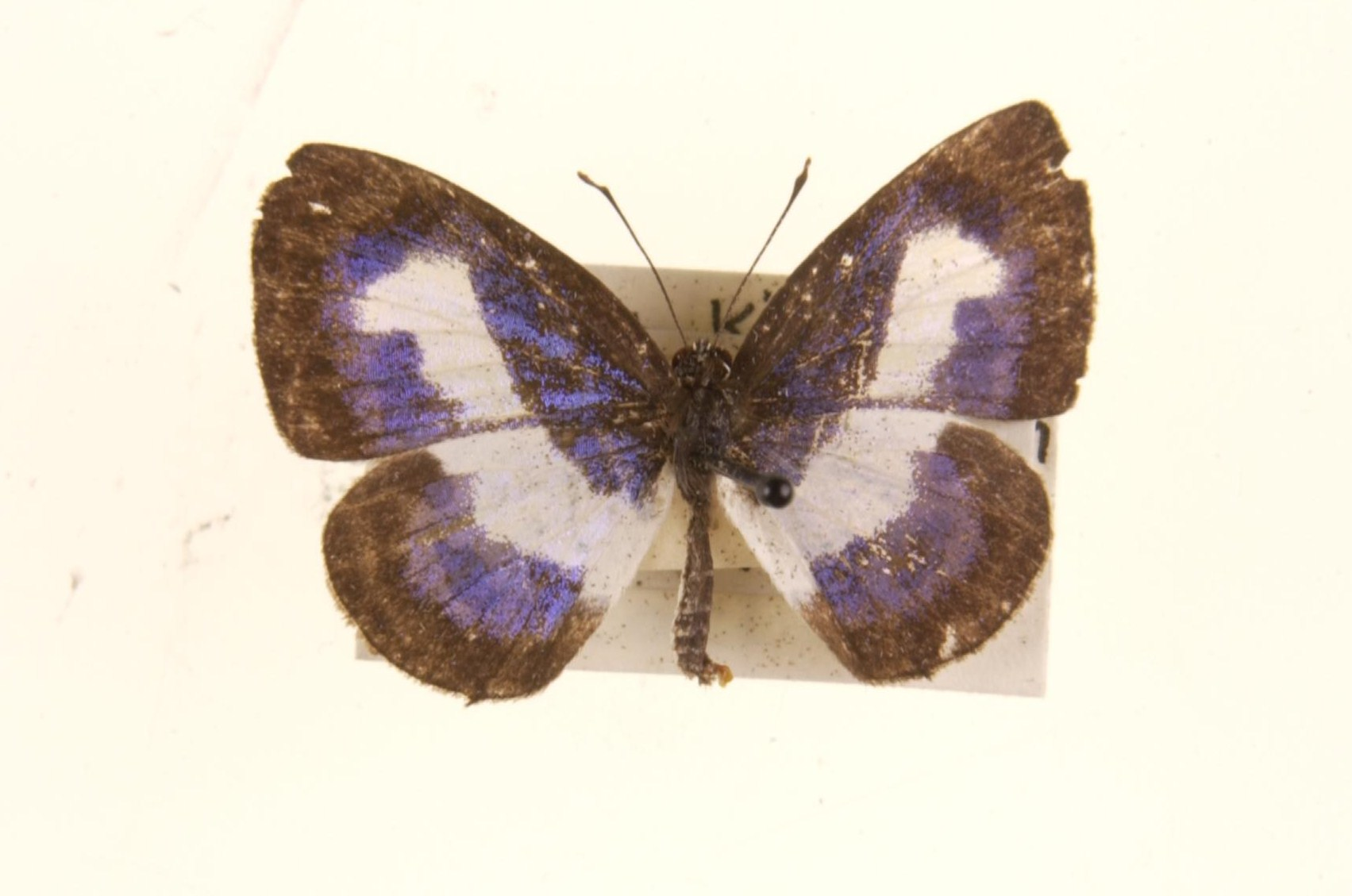
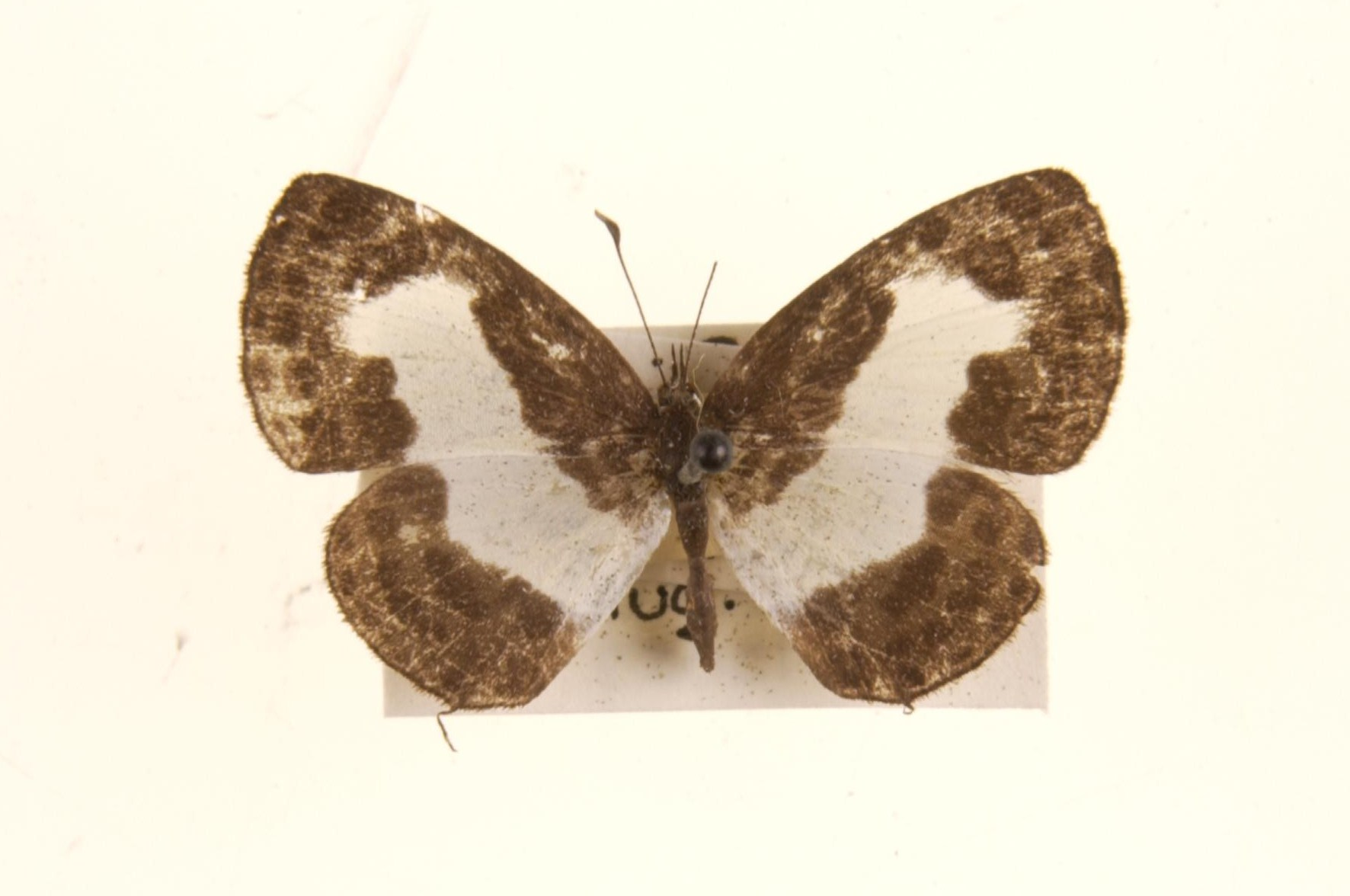
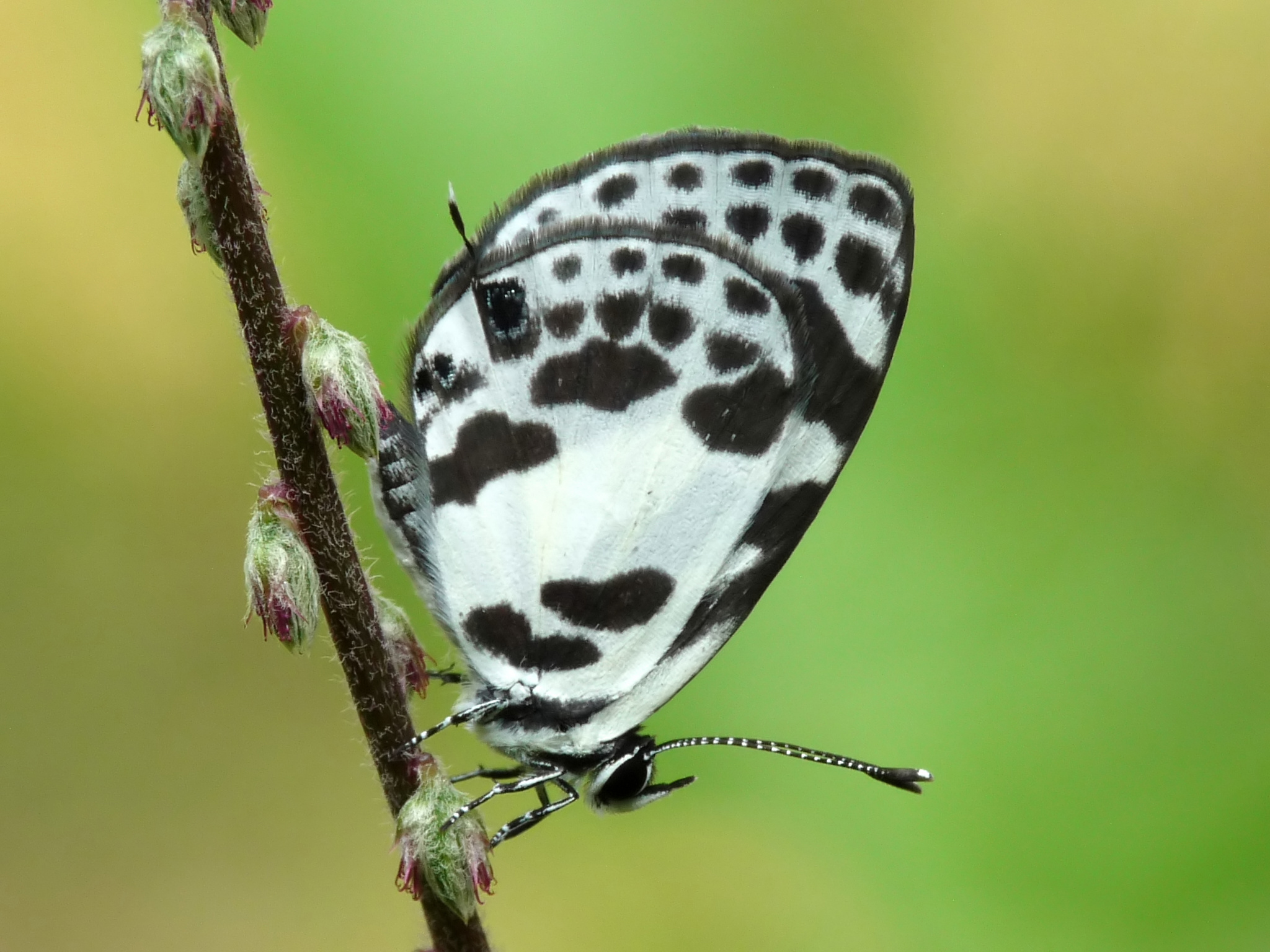